# Cédric Bernadotte
Pour les articles homonymes, voir Bernadotte.
Cédric Bernadotte, né le 9 février 1978 à Bourges, est un artiste contemporain français.

## Biographie
Il intervient depuis 1999 dans l'espace public afin de questionner des limites entre espace public et espace privé, ainsi que la disposition du mobilier urbain et notre présence à la ville.
Influencé par la pratique du skateboard et du graffiti, les travaux des situationnistes et du collectif Stalker, il propose depuis 2001 du mobilier éphémère dans des espaces résiduels de la ville avec des matériaux économiques.
Il redonne ainsi des fonctions à des espaces inusités en créant des formes qui se greffent sur le mobilier préexistant afin de permettre aux passants de prendre le temps de se poser, regarder, aux enfants de jouer, puis de repartir. Il propose à chaque intervention des modes d'emploi pour réaliser soi-même ces interventions devant son immeuble, dans son quartier. Dans la lignée du « do it yourself » , il fournit de nouvelles techniques de réappropriation d'espace en toute légalité.
Ses structures gonflables, ultra légères confectionnées à partir de bâche de protection, « pour peintre », manifestent son désir de concevoir la rue autrement. Il a réalisé entre 1999 et 2005, de nombreux moulages d'espace, gonflés à l’aide de panneau solaire ou de simple ventilateur branché chez un commerçant.
La série de photos Une ville sans écritures, ou encore ses collaborations avec l'Osservatorio Nomade de Marseille montrent son intérêt pour le mobilier urbain contextuel. Il montre que le citoyen a un rôle très important à jouer dans le développement et la construction de son environnement.
Depuis 2012, il intervient dans le cadre de CUCS (Cohésion urbaine et cohésion sociale) dans certaines villes de la région PACA et travaille avec des structures éducatives sur des projets d’intérêt public comme des fresques collaboratives et la création de mobilier urbain.
Le critique d'art français Paul Ardenne écrit : « Dans le monde de Cedric Bernadotte, on se pose pour observer différemment sa ville ou des endroits où habituellement l’on ne va pas. Il arrête le regard ailleurs. Ses infra-architectures dessinent en creux d’autres portraits de villes, ses installations permettant, elles, de souligner ou de surligner d’autres courbes et volumes. Parfois, elles en adoucissent les structures car ces couches de matières, à la manière d’enveloppements et de membranes, agissent comme une caresse ».

## Expositions
- 2000 : Fontena da vivere à la fondation Peano[6] à Coni (Italie)
- 2001 : Fragments et performance à Gênes (Italie) avec Benoit Bottex[7]
- 2002 : Machines à visions à La Garde (Var)
- 2004 : Arts des lieux avec Arènes à Marseille en juin[8]
- 2006 : Réappropriations et carte blanche à l'Akwaba, Châteauneuf-de-Gadagne
- 2008 : Norapolis 6 à Metz, en avril
- 2009 : Reconversion à Pau avec AERA, en novembre
- 2013 : Résidences aux Bains Douches à Paris – 5 au 11 janvier 2013 [9]
- 2013 :  Residual Spaces, installation à la boutique Maison Martin Margiela de Milan pendant le Salone del Mobile, du 9 au 14 avril 2013 [10]
- 2013 : Installations pour Le festival Les Z'EXpressives à Salon-de-Provence dans le cadre de Marseille-Provence 2013, capitale européenne de la culture, mai 2013
- 2013 : Résidence au Metaxu à Toulon – Décembre 2013
- 2013 : Empreintes de Lieux à Marseille – 2013 - Juxtapoz
- 2014 : La Nuit Blanche à Paris, le 4 octobre [11],[12].
- 2015 : Exposition Abstract Mistral à la Galerie le Rex à Saint-Rémy-de-Provence[13]
- 2016 : Exposition sur la scène graffiti et street Art locale à la Galerie Chapo à Gordes [14]
- 2017-2018 : The Silent Heroes Festival à Dijon.